# Baszta Prochowa we Lwowie
Baszta Prochowa (ukr. Порохова вежа) – trzykondygnacyjna budowla z piaskowca, położona po wewnętrznej stronie murów obronnych, stanowiąca część systemu fortyfikacji Lwowa, wzniesiona w latach 1554–1556.
Przed wybudowaniem w XVII w. arsenału miejskiego służyła do magazynowania prochu (w czasie wojny), zaś w czasach pokoju przechowywano w niej zboże. Była pokryta słomianym dachem, by w razie wybuchu zgromadzonego w niej prochu nie zostały zniszczone jej grube ściany. Była osiemnastą z kolei basztą miejską z ogólnej liczby 23 baszt utrzymywanych i bronionych przez poszczególne cechy rzemieślników. W 1648 r. mało brakowało aby od kuli wystrzelonej z okna baszty przez mieszczanina Ubaldiniego zginął Bohdan Chmielnicki. W czasie wojny północnej przez pobliską Furtę Bosacką Szwedzi wtargnęli do miasta, do tej pory (od 1353) – niezdobytego przez najeźdźców. W czasach austriackich był tu magazyn mundurów wojskowych. Od XIX w. przed wejściem do baszty stoją dwa marmurowe lwy, od 1959 mieści się w niej Dom Architekta.